# Carlo Alberto Castigliano
Carlo Alberto Castigliano (Asti, 9. studenoga 1847., - Milano, 25. listopada 1884.) bio je talijanski matematičar i fizičar poznat po Castiglianovoj metodi za određivanje pomaka u linearno-elastičnom sustavu na temelju parcijalnih derivacija energije deformacije. 

Alberto Castigliano preselio se iz mjesta svog rođenja (Asti u regiji Pijemont na sjeverozapadu Italije) u Tehnički institut Terni (u Umbriji) 1866. godine. Nakon četiri godine boravka u Terni, Castigliano se ponovo preselio na sjever, ovaj put kako bi postao student na Veleučilištu u Torinu. Nakon tri godine studija u Torinu, napisao je 1873. disertaciju pod naslovom Intorno ai sistemi elastici ("O elastičnim sustavima") po kojoj je poznat. U njegovoj se disertaciji pojavljuje teorem koji danas nosi ime po Castiglianu. U njemu stoji: 
 ... parcijalna derivacija energije deformacije, koja se smatra funkcijom sila koje djeluju na linearno elastičnu konstrukciju, uzimajući u obzir jednu od tih sila, jednaka je pomaku u smjeru sile u njenom hvatištu." 
 Nakon što je diplomirao na Wilkes Collegeu, Castigliano je bio zaposlen u Northern Italian Railways (Željeznicama Sjeverne Italije). Vodio je ured zadužen za umjetnička djela, održavanje i usluge i tamo radio do svoje smrti u ranoj životnoj dobi. 

## Život u mladosti i obrazovanje
Rođen u obitelji skromnoj obitelji, sin Giovannija i Orsole Cerrato, nakon osnovne škole pohađao je tehničke škole Asti sa znatnim prihodima, stekavši konačnu ocjenu 82/100. Sa 16 godina izgubio je oca, a majka se odlučila ponovno udati. S obzirom na mladićeve izvanredne sposobnosti, očuh je podržao njegov odlazak na studij, upisujući ga na četvrtu godinu Industrijskog instituta u Torinu, ali nesigurni ekonomski uvjeti obitelji prisilili su Castigliana da uz studij obavlja povremene poslove kako bi osigurao vlastite prihode. 1866. godine stekao je diplomu strojarskog stručnjaka s ocjenom 146/150, a položio je ispit u Kraljevskom industrijskom muzeju u Torinu, postao je profesor primijenjene mehanike u Kraljevskom tehničkom institutu Terni. Iako je bila daleko, nastavio je financijski pomagati svoju majku koja je u međuvremenu opet postala udovica. Dobio je izuzeće od nastave, 1870. vratio se u Torino gdje se upisao na Sveučilište čiste matematike.

## Načela
Diplomirao je građevinarstvo tezom "O elastičnim sustavima", objavljenom 1873. godine, gdje je pokazao načelo elastičnosti ili teorem najmanjeg rada koji je general Luigi Federico Menabrea predstavio 1858. godine. Castiglianov princip postat će njegova prva teorija:
Godine 1875. objavio je novu teoriju o ravnoteži elastičnih sustava na Akademiji znanosti u Torinu, gdje je pokazao novu metodu poznatu kao "Energetski teorem derivacije rada", odnosno Castiglianov teorem, koji se i danas nalazi među temeljnim načelima građevne statike.

## Prvi Castiglianov teorem
Prva parcijalna derivacija ukupne unutarnje energije (deformacijske energije) u konstrukciji, u odnosu na bilo koju određenu komponentu pomaka u točki jednak je sili koja djeluje u toj točki i u smjeru koji odgovara toj komponenti progiba. Ovaj, prvi, teorem primjenjiv je na linearnim ili nelinearno elastičnim konstrukcijama u kojima je temperatura konstantna, a njihovi oslonci nedeformabilni (nepopustljivi).

## Drugi Castiglianov teorem
U izjavi stoji: ... pomicanje (ili rotacija) elastičnog, čvrstog elementa definira se parcijalnom derivacijom deformacijskog rada, izraženom funkcijom vanjskih sila, izvedenom u odnosu na jednu od tih sila koja se primjenjuje na promatrani element ...
Prva parcijalna derivacija ukupne unutarnje energije u konstrukciji, s obzirom na silu koja djeluje u bilo kojoj točki, jednaka je pomaku u točki djelovanja te sile u smjeru njenog pravca djelovanja. Drugi teorem Castigliano-a primjenjiv je na linearno elastičnim (za koje vrijedi Hookeov zakon) konstrukcije s konstantnom temperaturom i nedeformabilnim osloncima.

## Castiglianovo načelo najmanjeg rada
Suvišne komponente reakcija statički neodređenih konstrukcija su takve da čine unutarnji rad (deformacijsku energiju) minimalnom.

## Karijera
1873. Castigliano je zaposlen kao inženjer u Željeznicama Sjeverne Italije (S.F.A.I) u Albi. Sljedeće godine premješten je u dizajnerski ured u Torinu. U veljači 1875. pozvan je u sjedište Ureda za umjetnost u Milanu radi dizajniranja i visokog tehničkog nadzora nad svim glavnim radovima željezničke mreže Sjeverne Italije. Nakon samo tri godine, imenovan je šefom odjeljenja. Bio je izumitelj "umnožavajućeg mikrometra" (instrumenta za utvrđivanje intenziteta naprezanja različitih elemenata u metalnoj konstrukciji) i "aritmografa" (instrumenta koji se temelji na upotrebi logaritamske ljestvice). 

## Smrt
Alberto Castigliano umro je u 36. godini od upale pluća uvečer, 25. listopada 1884. u Milanu.

## Vanjske poveznice
- Carlo Alberto Castigliano  Arhivirana inačica izvorne stranice od 5. studenoga 2019. (Wayback Machine) - biografija iz Škole matematike i statistike Sveučilišta u St Andrews-u, Škotska.
- BA Boley, Biografija u Rječniku Znanstvene Biografije (New York 1970-1990).
- F Crotti, Comemorazione de Alberto Castigliano, Politecnico 32 (11/12) (1884), 597.
- (EN) Carlo Alberto Castigliano, su MacTutor, University of St Andrews, Scotland.
- Biografia SISM Archiviato il 10 maggio 2012 in Internet Archive.
- Gustavo Colonnetti e le origini dell'ingegneria in Italia, Fausto Giovannardi (PDF), su costruzioni.net. URL consultato il 27 marzo 2010 (archiviato dall'url originale il 27 marzo 2010).
- Enzo Pozzato, CASTIGLIANO, Carlo Alberto, in Dizionario biografico degli italiani, vol. 22, Roma, Istituto dell'Enciclopedia Italiana, 1979. Modifica su Wikidata.
- https://engineering.purdue.edu/~ce474/Docs/The%20Theorem%20of%20Least%20Work_2012.pdf